# Antonio Salieri
Antonio Salieri (Legnago, 18 augustus 1750 – Wenen, 7 mei 1825) was een Italiaans componist, dirigent en muziekpedagoog.

## Levensloop

### Jeugd en opleiding
Antonio Salieri was de vijfde zoon van een koopman. Van zijn oudere broer Francesco, een leerling van Giuseppe Tartini, kreeg hij viool- en klavecimbellessen. Later kreeg Salieri vioollessen van Giuseppe Simoni, de organist van Legnago en zelf leerling van Padre Martini. In 1765 kwam hij naar Venetië, waar hij bij Giovanni Pescetti, Maestro di Capella di San Marco, muziektheorie studeerde. Verder studeerde hij bij de tenor Ferdinando Pacini zang. De Boheemse componist Florian Leopold Gassmann (1729-1774) nam hem mee naar Wenen en introduceerde hem in het Weense muziekleven. Bij Gassmann zelf studeerde hij contrapunt gebaseerd op het Gradus ad Parnassum van Johann Joseph Fux en de Istituzioni harmoniche van Gioseffo Zarlino. Verder studeerde Salieri Latijn, Duits, Frans en Italiaanse poëzie bij Pietro Tommasini en de kunst van declamatie bij Pietro Metastasio. In 1769 ontmoette hij Christoph Willibald Ritter von Gluck, die voor hem tot diens overlijden een mentor en vaderlijke vriend was.
Salieri bleef voor de rest van zijn leven in Wenen; in oktober 1774 huwde hij met Theresia Helferstorfer, een nicht van de pianiste Josepha Barbara Auernhammer. Zij kregen samen acht kinderen.

### Eerste operasuccessen in Wenen
In 1770 werd in Wenen voor het eerst een opera van Salieri uitgevoerd, Le donne letterate. Dit eerste grote succes beleefde hij in 1771 met de opera Armida. Na het overlijden van Florian Leopold Gassmann werd Salieri zijn opvolger als keizerlijke kamercomponist en dirigent aan de Italiaanse opera. Zo nam hij op 24-jarige leeftijd een van de belangrijkste functies in het Europese muziekleven in. In 1778 werd hij tot hofkapelmeester benoemd.

### Scala van Milaan
Omdat hij andere verplichtingen had in Parijs, kon Christoph Willibald Ritter von Gluck de uitnodiging om het operaseizoen 1778 aan de Milanese Scala te openen, niet aannemen. Daarom kon Salieri's opera L'Europa riconosciuta zijn première beleven.
Met carnaval het jaar daarop ging in Venetië Salieri's opera La scuola de' gelosi in première. In 1780 kwam hij terug van een tweejarig, hem door de keizer verleende vakantie naar Wenen en zette zich aan de opéra comique Der Rauchfangkehrer oder Die unentbehrlichen Verräther ihrer Herrschaften aus Eigennutz voor het door keizer Jozef II van het Heilige Roomse Rijk in 1778 in het leven geroepen National-Singspiel-Theater.

### Opvolger van Gluck in Parijs
In 1784 ging in Parijs Salieri's opera Les Danaïdes in première. Het werk werd als gevolg van verschillende verwisselingen eerst aan zijn mentor Christoph Willibald Ritter von Gluck toegeschreven, die in de functie van operadirecteur zijn voorganger was geweest.
In februari 1786 won Salieri op het Schloss Schönbrunn in aanwezigheid van keizer Jozef II met Prima la musica e poi le parole een wedstrijd tegen Mozart met Der Schauspieldirektor (KV 486).
Het grootste succes kende Salieri als opvolger van Gluck in Parijs met de opera Tarare op 8 juni 1787 weinige maanden voor het overlijden van Gluck. In 1790 overleed ook zijn beschermheer keizer Jozef II. De betrekkingen tot zijn opvolger keizer Leopold II waren van begin aan niet echt persoonlijk. In de herfst van hetzelfde jaar trad Salieri terug als keizerlijke kamer- en hofcomponist. De keizer gaf zijn goedkeuring onder de verplichting dat Salieri, ieder jaar ten minste één opera voor het hoftheater (Burgtheater) zou componeren.

### Laatste opera
Tussen 1788 en 1804 schreef de componist 16 andere toneelwerken, waarvan Palmira regina di Persia succes kende. In 1804 werd met Der Neger in het Theater an der Wien zijn laatste opera opgevoerd. Hij trok zich uit het toneel terug. Hij had, schreef hij later, een duidelijke verandering in de smaak van het publiek waargenomen: Extravagantie en stilistische verwarring vervangen rationaliteit en majesteitelijke eenvoud. Desalniettemin bevorderde hij als hofkapelmeester ook nieuwe stromingen.

### Organisator

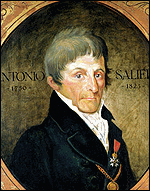
Salieri draagt zijn gouden keten -
geportretteerd door Natale Schiavoni

In de vijftig jaren dienst aan het hof van Wenen heeft Salieri voor het Weens muziekleven ook organisatorisch veel belangrijks bijgedragen. Voor de sociale positie van de muzikanten werkte hij actief in de Weense Tonkünstler-Sozietät (een weldadigheidsvereniging voor de rechten van de musici); hij was van 1788 tot 1795 hun voorzitter. Van 1810 tot 1820 werkte hij mee aan het formuleren van de statuten van het keizerlijk staatsconservatorium in Wenen. Verder was hij medeoprichter van de Gesellschaft der Musikfreunde. Hij organiseerde en leidde het muzikaal programma tijdens het Congres van Wenen in 1814/1815.
De zeer productieve componist Antonio Salieri werd nu gezien als de persoon, die op de achtergrond de lijnen bijeentrok, vooral in het Weense muziekleven. Salieri was de verbindende persoon tussen de epochen: hij was in Wenen de opvolger van de generatie van Johann Joseph Fux en Christoph Willibald Ritter von Gluck en was getuige van de werkzaamheid van Wolfgang Amadeus Mozart, hij beheerste van 1784 tot 1788 tegelijkertijd de Parijse opera en was leraar van vele tussen 1770 en 1810 geboren kunstenaars.
Antonio Salieri droeg na 1816 de Gouden Medaille met het Allerhoogste Regeringsmotto van keizer Jozef II, ook wel "großen goldenen Civil-Ehrenmedaille an der Kette" aan een gouden keten om de hals en het Franse Legioen van Eer.

## Salieri's karakter en uiterlijk
Tegen de bevriende componist Ignaz Moscheles, die bij hem gestudeerd had, sprak de onder wanen en depressies lijdende oude man
"Sie wissen ja – Mozart, ich soll ihn vergiftet haben. Aber nein, Bosheit, lauter Bosheit! Sagen Sie es der Welt, lieber Moscheles, der alte Salieri, der bald stirbt, hat es Ihnen gesagt".
"U weet wel – Mozart, ik zou hem vergiftigd hebben. Maar neen, kwaadsprekerij, louter kwaadsprekerij! Zegt u het de wereld, beste Moscheles, de oude Salieri, die weldra sterft, heeft het u gezegd".
Zijn biograaf Ignaz von Mosel schreef in 1827: "Salieri was eerder klein- dan forsgebouwd. Vet noch mager, hij had een bruine huid, levendige ogen, zwart haar en een cholerisch temperament, snel opgewonden maar kon, zoals Horatius, tot zichzelf zeggen "tamen ut placabilis essem".
De woede week steeds snel voor nadenkendheid. Hij hield van orde en reinheid, kleedde zich volgens de mode maar zo dat zijn kleding steeds bij zijn leeftijd paste. Van gokken hield hij niet. Hij dronk alleen water maar was ongewoonlijk verzot op taart en suikerwerk. Lezen, muziek maken en eenzame wandelingen waren zijn liefste tijdsverdrijf. Hij had een hekel aan ondankbaarheid en rekende daarentegen het tonen van dankbaarheid tot zijn aangenaamste plichten. Hij deed graag goeds, hielp waar hij kon en zijn beurs ging altijd open om mensen in moeilijkheden te helpen.."

## Dood

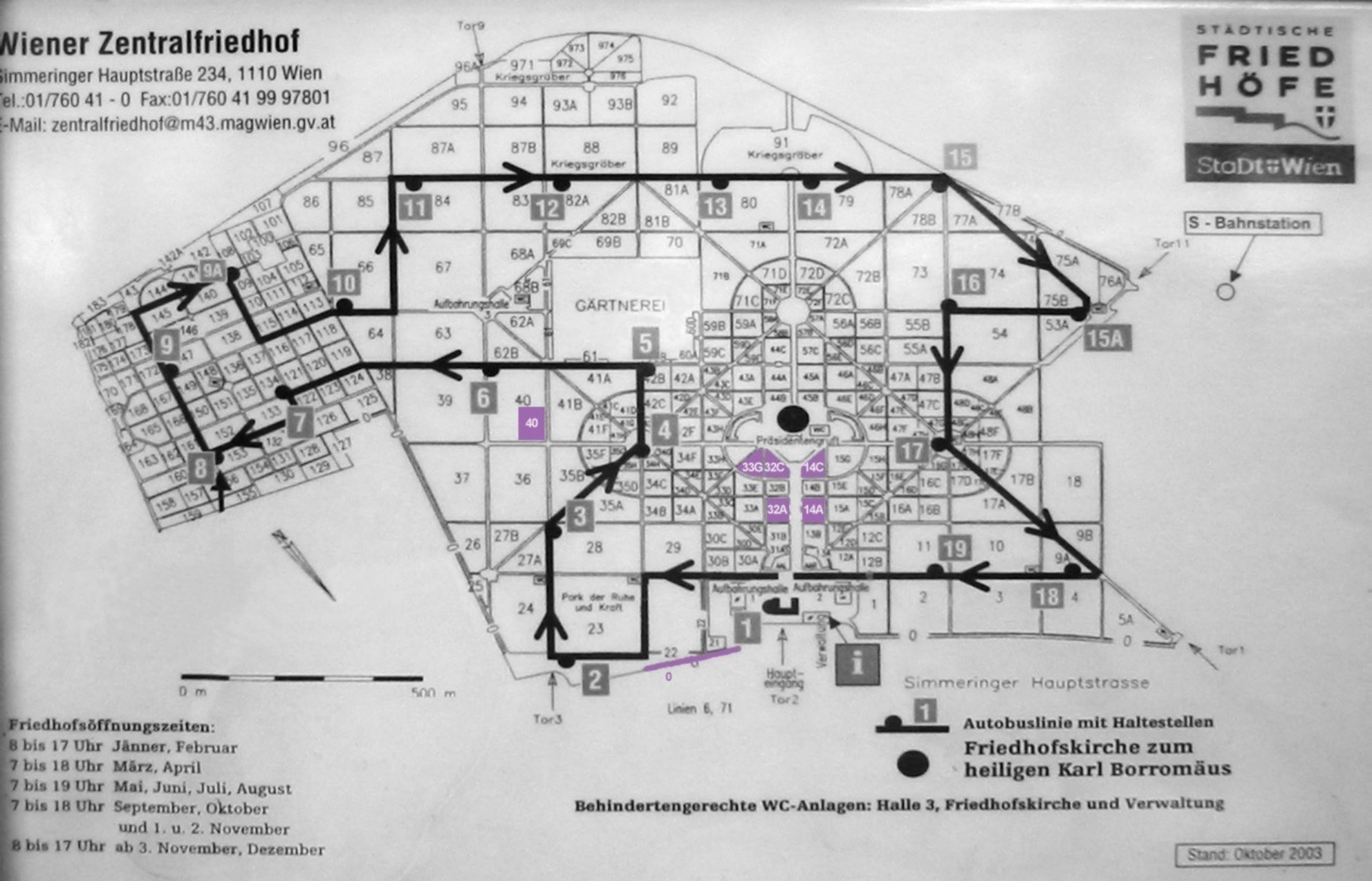
Plan van de eregraven op de centrale begraafplaats in Wenen (Wiener Zentralfriedhof)

Nadat Salieri tot zijn zeventigste verjaardag, afgezien van het op portretten goed zichtbare verlies van zijn tanden, goed gezond was gebleven, trad na 1821 een langzaam lichamelijk en geestelijk verval in. In oktober 1823 werd hij met verlammingsverschijnselen aan de benen in het algemene ziekenhuis in Wenen opgenomen. Na langere tijd thuis bedlegerig te zijn geweest ontving de vrome katholiek op 7 mei 1825 de sacramenten. Hij overleed die dag om acht uur 's avonds. Als doodsoorzaak werd in de krant „Brand der Alten“ genoemd.
De uitvaart vond met veel plechtigheid in de Minorietenkerk plaats waar zijn leerlingen Salieri's Requiem in c mineur ten gehore brachten. Eerst werd het lichaam op het Matzleinsdorfer Friedhof begraven. Salieri werd later herbegraven op het Wiener Zentralfriedhof, hij rust nu onder een obelisk, links van de ingang in een van de eregraven van de zogeheten "Altbekannten". Zijn leerling Weigel schreef het grafschrift.

## Salieri in fictie
Mozarts dood en Salieri's veronderstelde rol daarin gaven aanleiding tot vele geruchten, die diverse kunstenaars tot fictie hebben geïnspireerd. Aleksandr Poesjkin schreef in 1830 het korte toneelstuk Mozart en Salieri (Моцарт и Сальери). Door de belangstelling voor het onderwerp werd dit als enige theaterstuk van Poesjkin tijdens zijn leven opgevoerd. Nikolaj Rimski-Korsakov baseerde in 1897 zijn korte opera Mozart i Salieri op Poesjkins stuk. Het was in 1980 ook de basis van het toneelstuk Amadeus van Peter Shaffer. Daarvan verscheen in 1984 een verfilming, ook getiteld Amadeus en geregisseerd door Miloš Forman. Deze film won acht Oscars, waaronder die voor 'Beste Film' en ‘Beste acteur’ (voor F. Murray Abraham als vertolker van Salieri). De beide toneelstukken, Rimski's opera en de film droegen bij aan de beeldvorming bij een groot publiek van Salieri als een sinistere figuur die jaloers is op Mozarts talent en succes. De werken zijn echter grotendeels gebaseerd op fictie. Mozart en Salieri hadden in werkelijkheid wederzijds respect voor elkaar. Salieri dirigeerde zelfs verscheidene van Mozarts religieuze werken tijdens de kroningsfeesten voor keizer Leopold II in Praag. Het feit dat hij hem bij deze belangrijke gelegenheid zo op de voorgrond liet treden, wijst op zijn waardering voor Mozart. Na de dood van Mozart was Salieri enige tijd muziekleraar van diens jongste zoon, Franz Xaver.

## Composities

### Werken voor orkest
- 1770 Concert in D-groot (Trippelconcert), voor viool, hobo, cello solo en orkest
  1. Allegro moderato
  2. Cantabile
  3. Andantino [con variazioni]
- 1773 Concert in C, voor orgel en orkest
  1. Allegro ma non molto
  2. Allegro assai
- 1773 Concert in C-groot, voor piano en orkest
  1. Allegro maestoso
  2. Larghetto
  3. Andantino
- 1773 Concert in Bes-groot, voor piano en orkest
  1. Allegro moderato
  2. Adagio
  3. Tempo di Minuetto
- 1774 Concert in C-groot, voor dwarsfluit, hobo en orkest
  1. Allegro spirituoso
  2. Largo
  3. Allegretto
- 1775 Sinfonia "Il giorno onomastico" in D-groot voor orkest
  1. Allegro, quasi presto
  2. Larghetto
  3. Minuetto e trio
  4. Allegretto
- 1777 Concert (Concertino da camera) in G-groot, voor dwarsfluit en strijkorkest
- 1815 26 variaties over "La Follia di Spagna", voor groot orkest
- Sinfonia "Veneziana" in D-groot, voor orkest
- Sinfonia "La Tempesta di Mare" in Bes-groot, voor orkest

### Missen, oratoria, cantates en gewijde muziek

#### Missen
- 1767 Missa stylo a cappella in C-groot, voor gemengd koor
- 1788 Hofkapellmeistermesse (Kaisermesse) in D-groot, voor gemengd koor en orkest
- 1799 Proklamationsmesse in C-groot, voor dubbelkoor en orkest
- 1804 Requiem in c-klein, voor solisten, gemengd koor en orkest
- 1805 Missa in Re-minore, voor solisten, gemengd koor en orkest
- 1809 Missa in Sib-maggiore, voor solieten, gemengd koor en orkest
- 1815-1820 Requiem in d-klein, voor gemengd koor en orkest (alleen maar fragmenten)

#### Oratoria
- 1776 La Passione di Nostro Signore Gesù Cristo, oratorium voor solisten, gemengd koor en orkest - libretto: Pietro Metastasio - première: 18 december 1777, Wenen, Tonkünstlersozietät
- 1791 Davidde, oratorium voor solisten, gemengd koor en orkest (fragment)
- 1791 Saul, oratorium voor solisten, gemengd koor en orkest (fragment)
- 1803 Gesù al limbo, oratorium voor solisten, gemengd koor en orkest

#### Cantates
- 1774-1775 Il Trionfo della Gloria e della Virtù, cantate voor twee sopranen, tenor, gemengd koor en orkest
- 1774-1775 La Sconfitta di Borea, cantate voor solisten, gemengd koor en orkest
- 1787-1788 Le Jugement dernier, cantate voor tenor, gemengd koor en orkest
- 1796 La Riconoscenza, cantate voor sopraan, vijfstemmig gemengd koor en orkest
- 1799 Der Tyroler Landsturm, cantate voor sopraan, tenor, bas, gemengd koor en orkest
- 1800 La Riconoscenza de' Tirolesi, cantate voor gemengd koor en orkest
- 1802-1803 L'Oracolo, cantate voor solisten, gemengd koor en orkest
- 1805-1806 Habsburg, cantate voor tenor, bas, gemengd koor en orkest
- 1808 Cantata per le nozze di Francesco I, cantate voor solisten, gemengd koor en orkest
- 1819 Die vier Tageszeiten, cantate voor gemengd koor en orkest
- 1820 Du, dieses Bundes Fels und Gründer, cantate voor gemengd koor en orkest

#### Andere kerkmuziek
- 1790 Te Deum laudamus de Incoronazione, voor de kroning van keizer Leopold II

### Muziektheater

#### Opera's
| Voltooid in | titel                                                                                 | aktes              | première                                                                                       | libretto                                                                                 |
| ----------- | ------------------------------------------------------------------------------------- | ------------------ | ---------------------------------------------------------------------------------------------- | ---------------------------------------------------------------------------------------- |
| 1768        | La vestale                                                                            |                    | niet uitgevoerd                                                                                |                                                                                          |
| 1770        | Le donne letterate                                                                    | 3 aktes            | carnaval 1770, Wenen, Burgtheater (of: Kärtnertortheater)                                      | Giovanni Gastone Boccherini                                                              |
| 1770        | L'amore innocente                                                                     | 2 aktes            | 1770, Wenen, Burgtheater (of: Kärtnertortheater)                                               | Giovanni Gastone Boccherini                                                              |
| 1771        | Don Chisciotte alle nozze di Gamace                                                   | 2 aktes            | carnaval 1771, Wenen, Burgtheater (of: Kärtnertortheater)                                      | Giovanni Gastone Boccherini, naar Miguel de Cervantes Saavedra                           |
| 1771        | La moda ossia scompigli domestici                                                     | 2 aktes            | 1771, Wenen                                                                                    | Pietro Cipretti                                                                          |
| 1771        | Armida                                                                                | 3 aktes            | 2 juni 1771, Wenen, Burgtheater (of: Kärtnertortheater)                                        | Marco Coltellini, naar Torquato Tasso                                                    |
| 1771-1772   | La fiera di Venezia                                                                   | 3 aktes            | 29 januari 1772, Wenen, Burgtheater (of: Kärtnertortheater)                                    | Giovanni Gastone Boccherini                                                              |
| 1772        | Il barone di Rocca antica                                                             | 2 aktes            | 12 mei 1772, Wenen, Burgtheater (of: Kärtnertortheater)                                        | Giuseppe Petrosellini                                                                    |
| 1772        | La secchia rapita                                                                     | 3 aktes            | 21 oktober 1772, Wenen, Kärtnertortheater                                                      | Giovanni Gastone Boccherini, naar Alessandro Tassoni                                     |
| 1773        | La locandiera                                                                         | 3 aktes            | 8 juni 1773, Wenen, Kärtnertortheater                                                          | Domenico Poggi, naar Carlo Goldoni                                                       |
| 1774        | La calamita de' cuori                                                                 | 3 aktes            | 11 oktober 1774, Wenen, Kärtnertortheater                                                      | Carlo Goldoni                                                                            |
| 1775        | La finta scema                                                                        | 2 aktes            | 9 september 1775, Wenen, Burgtheater                                                           | Giovanni De Gamerra                                                                      |
| 1776        | Daliso e Delmita                                                                      | 3 aktes            | 29 juli 1776, Wenen, Burgtheater                                                               | Giovanni De Gamerra                                                                      |
| 1778        | L'Europa riconosciuta                                                                 | 2 aktes            | 3 augustus 1778, Milaan, Teatro alla Scala                                                     | Mattia Verazi                                                                            |
| 1779        | La scuola de' gelosi                                                                  | 2 aktes            | carnaval 1779, Venetië, San Moisè                                                              | Caterino Mazzolà                                                                         |
| 1779        | La partenza inaspettata                                                               | 2 delen            | carnaval 1779, Rome, Teatro Valle                                                              | Giuiseppe Petrosellini                                                                   |
| 1779        | Il talismano; samen met: Giacomo Rust (1741-1786)                                     | 3 aktes            | 21 augustus 1779, Milaan, Teatro Cannobiana; herwerking: 10 september 1788, Wenen, Burgtheater | Carlo Goldoni; herwerkt door: Lorenzo Da Ponte                                           |
| 1780        | La dama pastorella                                                                    | 2 delen            | 1780, Rome, Teatro Valle                                                                       | Giuiseppe Petrosellini                                                                   |
| 1781        | Der Rauchfangkehrer of Die unentbehrlichen Verräther ihrer Herrschaften aus Eigennutz | 3 aktes            | 30 april 1781, Wenen, Burgtheater                                                              | Leopold von Auenbrugger                                                                  |
| 1782        | Semiramide                                                                            | 3 aktes            | carnaval 1782, München, Residenz                                                               | Pietro Metastasio                                                                        |
| 1784        | Les Danaïdes                                                                          | 5 aktes            | 26 april 1784, Parijs, Opéra Garnier                                                           | Marius François Du Roullet en Louis Théodore Baron de Tschudi, naar Raniero de Calzabigi |
| 1784        | Il ricco d'un giorno                                                                  | 3 aktes            | 6 december 1784, Wenen, Burgtheater                                                            | Lorenzo Da Ponte                                                                         |
| 1785        | La grotta di Trofonio                                                                 | 2 aktes            | 12 oktober 1785, Wenen, Burgtheater                                                            | Giovanni Battista Casti                                                                  |
| 1786        | Prima la musica e poi le parole                                                       | 1 akte             | 7 februari 1786, Wenen, Schloss Schönbrunn Orangerie                                           | Giovanni Battista Casti                                                                  |
| 1786        | Les Horaces                                                                           | 3 aktes            | 2 december 1786, Versailles                                                                    | Nicholas-François Guillard, naar Pierre Corneille                                        |
| 1787        | Tarare                                                                                | proloog en 5 aktes | 8 juni 1787, Parijs, Opéra Garnier                                                             | Pierre Augustin Beaumarchais                                                             |
| 1787-1788   | Axur re d'Ormus                                                                       | 5 aktes            | 8 januari 1788, Wenen, Burgtheater                                                             | Lorenzo Da Ponte, naar Pierre Augustin Beaumarchais, «Tarare»                            |
| 1788        | Cublai gran kan de' Tartari                                                           | 2 aktes            | 1998, Würzburg, Mainfrankentheater                                                             | Giovanni Battista Casti                                                                  |
| 1789        | Il pastor fido                                                                        | 4 aktes            | 11 februari 1789, Wenen, Burgtheater                                                           | Lorenzo Da Ponte, naar Battista Guarini                                                  |
| 1789        | La cifra                                                                              | 2 aktes            | 11 december 1789, Wenen, Burgtheater                                                           | Lorenzo Da Ponte, naar Giuiseppe Petrosellini, "La dama pastorella"                      |
| 1792        | Catilina                                                                              | 2 aktes            | 1994, Darmstadt, Hessisches Staatstheater                                                      | Giovanni Battista Casti                                                                  |
| 1794-1795   | Il mondo alla rovescia                                                                | 2 aktes            | 13 januari 1795, Wenen, Burgtheater                                                            | Caterino Mazzolà, naar "L'isola capricciosa"                                             |
| 1795        | Eraclito e Democrito                                                                  | 2 aktes            | 13 augustus 1795, Wenen, Burgtheater                                                           | Giovanni De Gamerra                                                                      |
| 1795        | Palmira regina di Persia                                                              | 2 aktes            | 14 oktober 1795, Wenen, Burgtheater                                                            | Giovanni De Gamerra, naar Voltaire, «La Princesse de Babylone»                           |
| 1796        | Il moro                                                                               | 2 aktes            | 7 augustus 1796, Wenen, Burgtheater                                                            | Giovanni De Gamerra                                                                      |
| 1797        | I tre filosofi                                                                        | 2 aktes            | niet bekend                                                                                    | Giovanni De Gamerra                                                                      |
| 1798-1799   | Falstaff ossia Le tre burle                                                           | 2 aktes            | 3 januari 1799, Wenen, Kärtnertortheater                                                       | Carlo Propero Defranceschi, naar William Shakespeare, "The Merry Wives of Windsor"       |
| 1800        | Cesare in Farmacusa                                                                   | 2 aktes            | 2 juni 1800, Wenen, Kärtnertortheater                                                          | Carlo Propero Defranceschi                                                               |
| 1800        | L'Angiolina ossia Il matrimonio per Susurro                                           | 2 aktes            | 22 oktober 1800, Wenen, Kärtnertortheater                                                      | Carlo Propero Defranceschi, naar Ben Jonson "Epicoene"                                   |
| 1801        | Annibale in Capua                                                                     | 3 aktes            | april 1801, Triëst, Teatro Nuovo                                                               | Antonio Simone Sografi                                                                   |
| 1802        | La bella selvaggia                                                                    | 2 aktes            | niet uitgevoerd                                                                                | Giovanni Bertati                                                                         |
| 1804        | Die Neger                                                                             | 2 aktes            | 10 november 1804, Wenen, Theater an der Wien                                                   | Georg Friedrich Treitschke                                                               |
|             | Così fan tutte                                                                        |                    | uitsluitend fragmenten                                                                         | Lorenzo Da Ponte                                                                         |
|             | Die Generalprobe                                                                      |                    | uitsluitend fragmenten                                                                         |                                                                                          |
|             | Das Posthaus                                                                          |                    | uitsluitend fragmenten                                                                         |                                                                                          |

#### Balletmuziek
| Voltooid in | titel                                      | aktes              | première                                   | libretto      | choreografie     |
| ----------- | ------------------------------------------ | ------------------ | ------------------------------------------ | ------------- | ---------------- |
| 1778        | Pafio e Mirra ossia I prigionieri di Cipro | 1 akte, 16 nummers | 3 augustus 1778, Milaan, Teatro alla Scala | Mattia Verazi | Claudio le Grand |

#### Toneelmuziek
- 1803 Die Hussiten vor Naumburg - tekst: August von Kotzebue - première: 2 maart 1803, Wenen, Kärtnertortheater

### Vocale muziek
- 164 Vocale werken voor 2 tot 6 stemmen
- 157 canons
- 150 Zangstukken (cavatines, liederen ezv.)
- 6 Motetten
- 31 Offertoria

### Kamermuziek
- 1778 Piccola Serenata in Bes-groot, voor 2 hobo's, 2 hoorns en fagot
- 1794 Armonia per un Tempio della Notte in Mib-maggiore, voor 2 hobo's, 2 klarinetten, 2 fagotten en 2 hoorns
- 1809 Die Landwehr, mars
- 1820 Marsch zu Ehren Gassmanns
- Serenade in Bes-groot, voor blazers
- Serenade in G-groot, voor blazers

## Discografie (selectie)
- Hänssler 98.506; Antonio Salieri - Ouvertüre und Ballettmusik; Mannheimer Mozartorchester o.l.v. Thomas Fey
- Chandos, CHAN 9877; Salieri, Antonio - Symphonies, Overtures and Variations; London Mozart Players o.l.v. Matthias Bamert

## Lijst van leerlingen van Salieri
- Ignaz Aßmayer
- Marianne Auenbrugger
- Ludwig van Beethoven
- Carl Blum
- Antonio Casimir Cartellieri
- Catarina Cavalieri
- Luigi Cherubini
- Carl Czerny
- Joseph Leopold Edler von Eybler
- Johann Gänsbacher
- Anton Haizinger
- Ferdinand Louis Joseph Hérold
- Johann Nepomuk Hummel
- Anselm Hüttenbrenner
- Jan Evangelista Antonín Koželuh
- Franz Liszt
- Giacomo Meyerbeer
- Anna Pauline Milder-Hauptmann
- Ignaz Moscheles
- Franz Xaver Wolfgang Mozart
- Auguste Mathieu Panseron
- Maria Theresia Paradis
- Benedict Randhartinger
- Antonín Rejcha
- Carl Gottlieb Reißiger
- Girolamo Salieri
- Leopold Schefer
- Louis Schlösser
- Franz Schubert
- Simon Sechter
- Joseph Seipelt
- Joseph Hartmann Stuntz
- Franz Xaver Süßmayr
- Franz Tausch
- Ignaz Umlauf
- Joseph Weigl
- Peter von Winter